# León de Greiff
Francisco de Asís León Bogislao de Greiff Haeusler (Medellín, 22 luglio 1895 – Bogotà, 11 luglio 1976) è stato un poeta e diplomatico colombiano.
Meglio conosciuto semplicemente come León de Greiff, usò spesso diversi pseudonimi. I più popolari erano Leo le Gris e Gaspar de Nuit. De Greiff è stato uno dei fondatori di Los Panidas, un gruppo letterario e artistico fondato nel 1915 nella città di Medellín. È stato un precursore del movimento del modernismo in Colombia.

## Biografia
Era il figlio di Luis de Greiff Obregón, e di sua moglie, Amalia Haeusler Rincón. Suo padre era di origine svedese ed era il nipote di Karl Sigismund von Fromholt Greiff, un ingegnere e geografo svedese che si era trasferita in Colombia nel 1825 e la cui famiglia aveva svolto un ruolo attivo nell'abdicazione di Gustavo IV Adolfo di Svezia.
La madre era di origine tedesca, figlia di Heinrich Häusler un meccanico ed ebanista tedesco emigrato in Colombia nel 1839. De Greiff era anche il pronipote di Francisco Antonio Obregón Muñoz, che era stato governatore di Antioquia (1836-1841).
Venne battezzato l'11 agosto 1895 presso la chiesa parrocchiale di Veracruz con i nomi di Francisco de Asís, in onore di San Francesco d'Assisi, e di León, in onore di Lev Tolstoj. I suoi padrini furono sua zia paterna Rosa Emma de Greiff Obregón e suo marito Luis Vásquez Barrientos. Anche se aveva origine scandinavo-germanico-spagnola, la famiglia ebbe una forte identità colombiana. Aveva quattro fratelli: Leticia, Laura, Otto e Olaf, e un fratellastro, Luis Eduardo.

### Matrimonio
Il 23 luglio 1927 sposò María Teresa Matilde Bernal Nicholls, una colombiana di origine inglese che conobbe grazie a sua sorella Leticia. Ebbero quattro figli: Astrid, un architetto, Boris, un famoso giocatore di scacchi, Hjalmar, un violoncellista e direttore, Axel un architetto che visse in Svezia.

### Educazione
Studiò ingegneria presso l'Università di Antioquia, ma nel 1913 venne espulso insieme ad altri studenti. Nel 1914 si recò a Bogotà come segretario del generale Rafael Uribe Uribe, amico personale del padre. Una volta a Bogotà, frequentò la Libera Università di Colombia e studiò legge. Non finì i suoi studi, scegliendo piuttosto di abbandonare la scuola e concentrarsi sui suoi scritti e poesie. Come diceva lui, la sua decisione di trasferirsi a Bogotà non era quello di diventare un avvocato: " Era piuttosto per conoscere Bogotà".

## Poeta
Quando tornò a Medellín nel 1914, si unì ai tertulias che si riunivano nei caffè locali della città. Qui conobbe il movimento culturale sotterraneo del suo tempo e iniziò a sviluppare e sperimentare lo stile di poesia che lui avrebbe definito più tardi. Un gruppo di 13 giovani artisti e scrittori bohemien che si formò in quel periodo divenne noto come los Panidas, dal nome del dio Pan, e comprendeva le future figure di spicco nella letteratura colombiana, come de Greiff e Fernando González.
Los Panidas erano influenzati dal movimento modernista, che in America Latina divenne noto come modernismo. Questo movimento mirava a recuperare gli standard europei già affermati dell'arte e della letteratura e dargli un carattere moderno e locale; Los Panidas divennero così i precursori del modernismo in Colombia.
Pubblicarono, nel febbraio 1915, una rivista chiamata Panida. La rivista uscì di circolazione nel mese di giugno, soprattutto a causa della dispersione del gruppo. De Greiff si trasferì a Bogotà e molti altri si misero in affari lasciando le loro aspirazioni artistiche dietro.
Nel 1925 pubblicò una nuova rivista Los Nuevos. Nel 1916 ricevette il suo primo lavoro come impiegato statale come contabile per la Banca della Repubblica fino al 1925 per poi aver lavorato come statistico. Dal 1º luglio 1945 al 28 febbraio 1950 lavorò per il Ministero dell'educazione nazionale come vicedirettore di istruzione secondaria, capo di borse di studio e direttore di promozione culturale e belle arti.

## Diplomazia
Nel 1959, la sua popolarità crebbe ed ebbe l'opportunità di tornare nella terra dei suoi antenati, come al Consiglio Mondiale della Pace svoltasi dal 16 al 22 luglio 1958 a Stoccolma. In seguito viaggiò in Unione Sovietica, Repubblica Popolare Cinese, Germania est, Austria, Jugoslavia e Francia. Il viaggio è durato in totale 115 giorni e lo avrebbe segnato politicamente e personalmente come amico e alleato dei comunisti.
Nel 1958, al suo ritorno in Colombia e dopo pressioni da parte di Juan Lozano y Lozano, il presidente Alberto Lleras Camargo lo nominò primo segretario per l'ambasciata colombiana in Svezia (16 giugno 1959-30 settembre 1963). Mentre era in Svezia, de Greiff si guadagnò la fama e la popolarità e mantenne un rapporto di amicizia con Gustavo VI Adolfo.

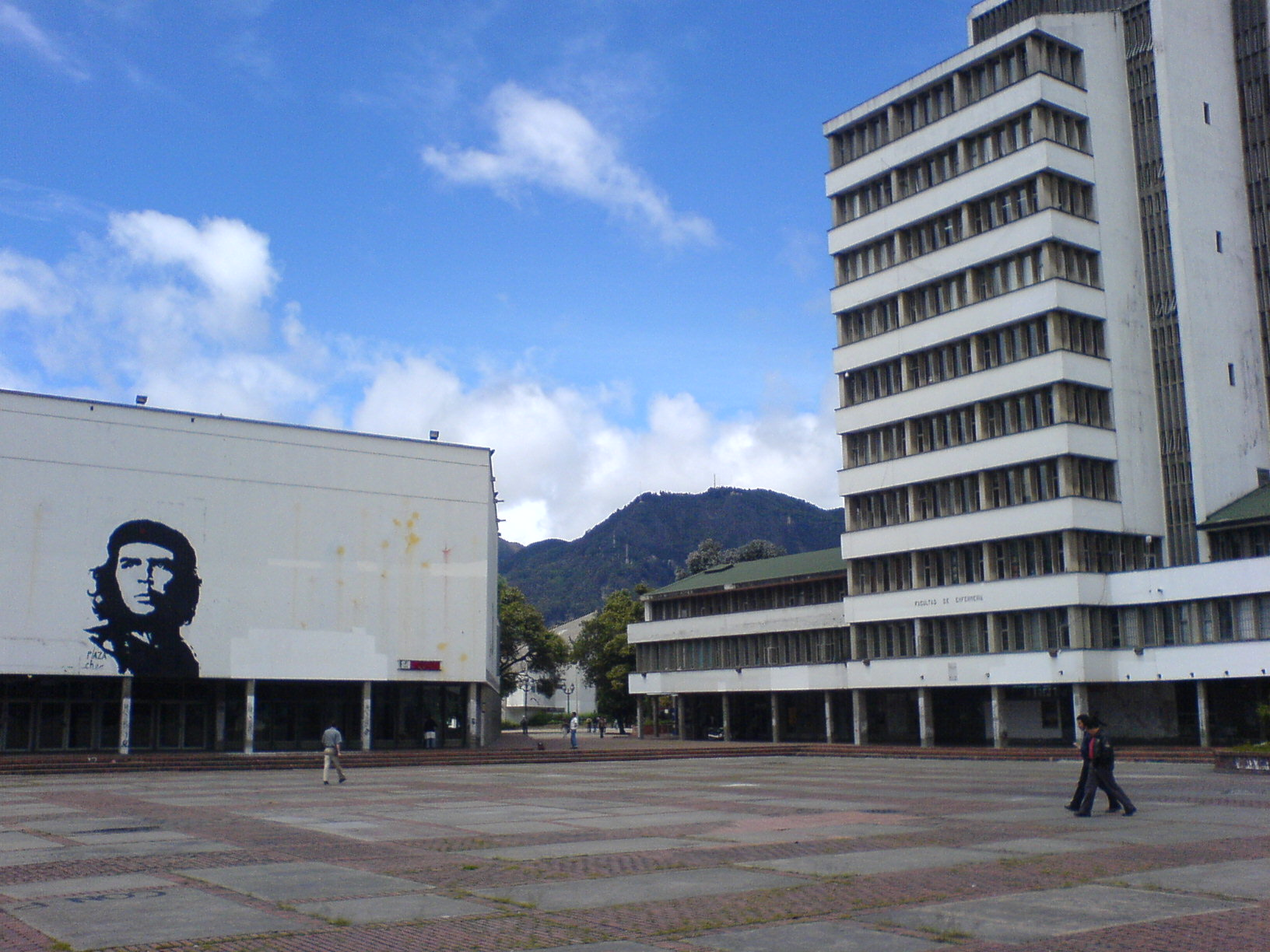
L'auditorium centrale e considerato monumento nazionale e sede della Filarmonica di Bogotà.

## Morte
Il 1º ottobre 1963 si ritirò e iniziò a promuovere la letteratura e l'educazione dentro e fuori del paese.
Morì l'11 luglio 1976 nella sua casa a Bogotà. Poco dopo la sua morte, l'Università Nazionale ha rinominato l'Auditorium centrale in suo onore. Ora è un monumento nazionale e sede della Filarmonica di Bogotà.